# War (Demon Hunter)
War è il nono album in studio della band heavy metal americana Demon Hunter. L'album, insieme a Peace, è stato pubblicato dalla Solid State Records il 1º marzo 2019. 
La band pubblicò una serie di singoli promozionali prima dell'uscita dell'album, e il vocalist Ryan Clark ha detto che potrebbero essere dedicati ai loro stili musicali - heavy e melodici." Hanno anche pubblicato un video musicale per la canzone" On My Side".

## Tracce
1. Cut to Fit – 4:41
2. On My Side – 4:04
3. Close Enough – 4:07
4. Unbound – 3:14
5. Grey Matter – 4:18
6. The Negative – 4:10
7. Ash – 3:00
8. No Place for You Here – 3:44
9. Leave Me Alone – 5:50
10. Lesser Gods – 5:15
11. Gunfight (Deluxe Edition bonus track) – 5:30